# Cécile Brunschvicg

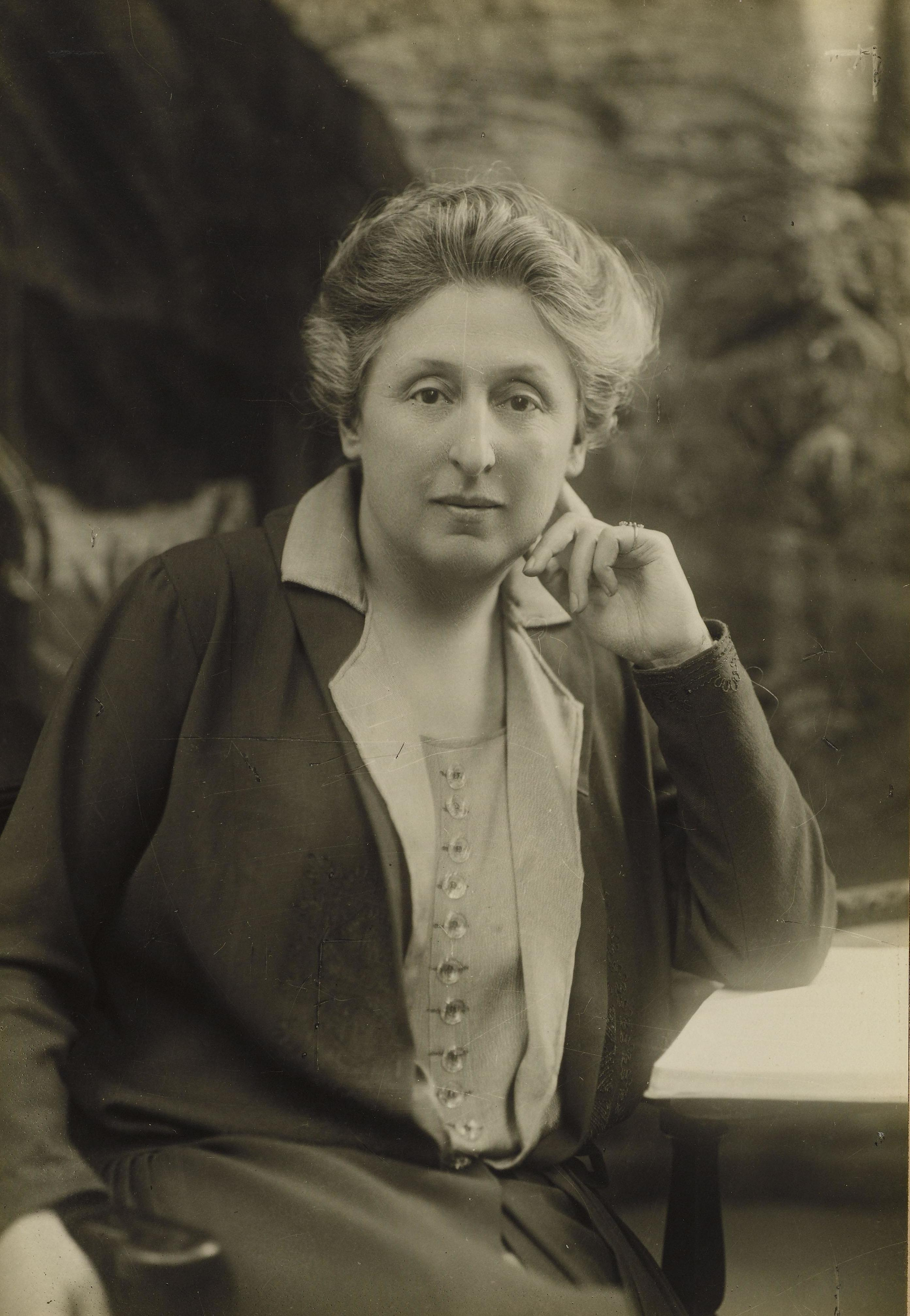
Cécile Brunschvicg 1926

Cécile Brunschvicg, geboren als Cécile Kahn (* 19. Juli 1877 in Enghien-les-Bains; † 5. Oktober 1946 in Neuilly-sur-Seine), war eine französische Politikerin und Feministin.

## Leben

### Familie
Cécile Kahn wuchs in einer bürgerlichen, republikanischen Familie jüdischen Glaubens auf. Ihr Vater, Arthur Kahn, war ein elsässischer Industrieller und Ritter der Ehrenlegion. Obwohl ihr Umfeld dies nicht förderte, gelang es ihr, im Alter von siebzehn Jahren ihr brevet supérieur zu erwerben.
Folgenreich war ihr Zusammentreffen mit Léon Brunschvicg, einem feministischen Philosophen, der Mitglied der Liga für Menschenrechte und später Vizepräsident der Liga der Wähler für das Frauenstimmrecht war. Die beiden heirateten 1899 und bekamen von 1901 bis 1919 vier Kinder.

### Engagement

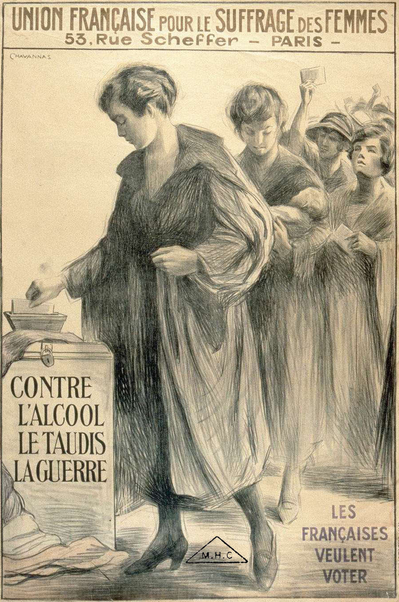
Union française pour le suffrage des femmes 1909

Ihr soziales und feministisches Engagement begann 1908 mit ihrer Mitarbeit in der Sektion Arbeit des Conseil national des femmes françaises (CNFF) und setzte sich 1909 mit ihrem Beitritt zur Union française pour le suffrage des femmes (Französische Union für das Frauenstimmrecht, UFSF) fort. 1910 wurde sie Generalsekretärin und 1924 Präsidentin dieser Vereinigung. Im selben Jahr gründete sie die „Réchauds de midi“, die es Arbeiterinnen ermöglichten, mittags eine warme Mahlzeit zu erhalten. 1920 trat sie dem Soroptimist Club und in den 1930er Jahren der Liga für die Hebung der öffentlichen Moral (Ligue pour le relèvement de la moralité publique) bei.
Ab 1926 war Brunschvicg Direktorin der Wochenzeitung La Française und veröffentlichte dort zahlreiche Artikel.
Cécile Brunschvicg trat 1924 der Parti républicain, radical et radical-socialiste (oder PRS) bei, die sich gerade für Frauen geöffnet hatte.
In der ersten Regierung von Léon Blum im Jahr 1936 wurde sie zur Unterstaatssekretärin für das Bildungswesen ernannt. Ihr zuständiger Minister war Jean Zay. Zusammen mit Suzanne Lacore und Irène Joliot-Curie war sie das erste weibliche Mitglied einer französischen Regierung, obwohl die Französinnen weder wählen durften noch gewählt werden konnten (erst 1944 erhielten sie das Wahlrecht).
Sie beteiligte sich an der Einrichtung von Schulkantinen, an der Entwicklung der Überwachung von Kriminalität und Gesundheitsrisiken sowie an der Förderung der Mädchenbildung. 1937 veröffentlichte sie den Ministerialbericht: La Question de l’alimentation au ministère de l'Éducation nationale: les cantines scolaires (die Ernährungsfrage im Bildungsministerium: Schulkantinen). Frauen konnten sich von nun an für die Stelle einer „Gebietsredakteurin“ bewerben. Die Regierung Blum stürzte aufgrund des Widerstands des Senats und ihr Nachfolger Camille Chautemps verlängerte ihr Amt nicht.

### Zweiter Weltkrieg und Tod

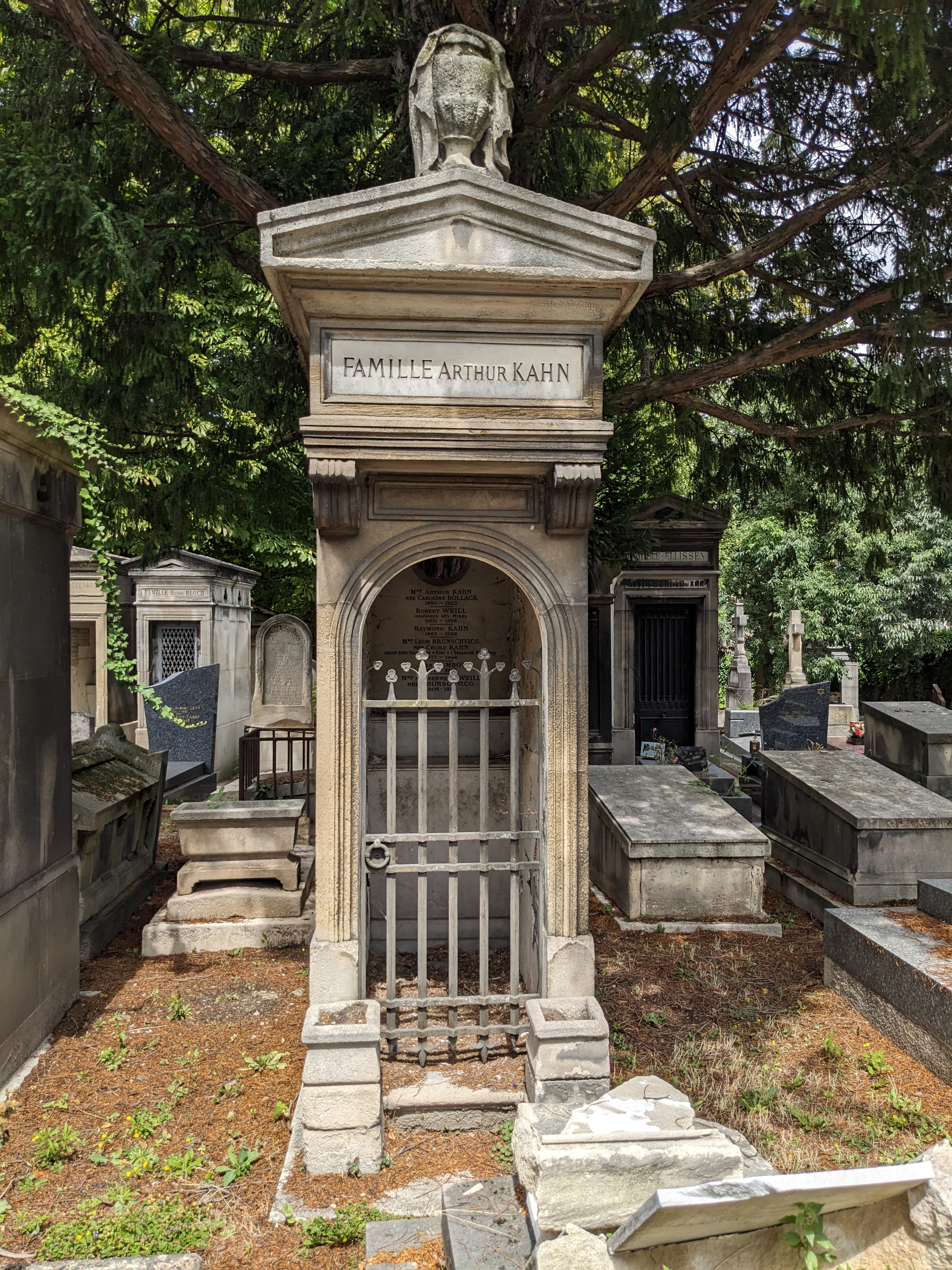
Grab auf dem Friedhof Montmartre, Paris

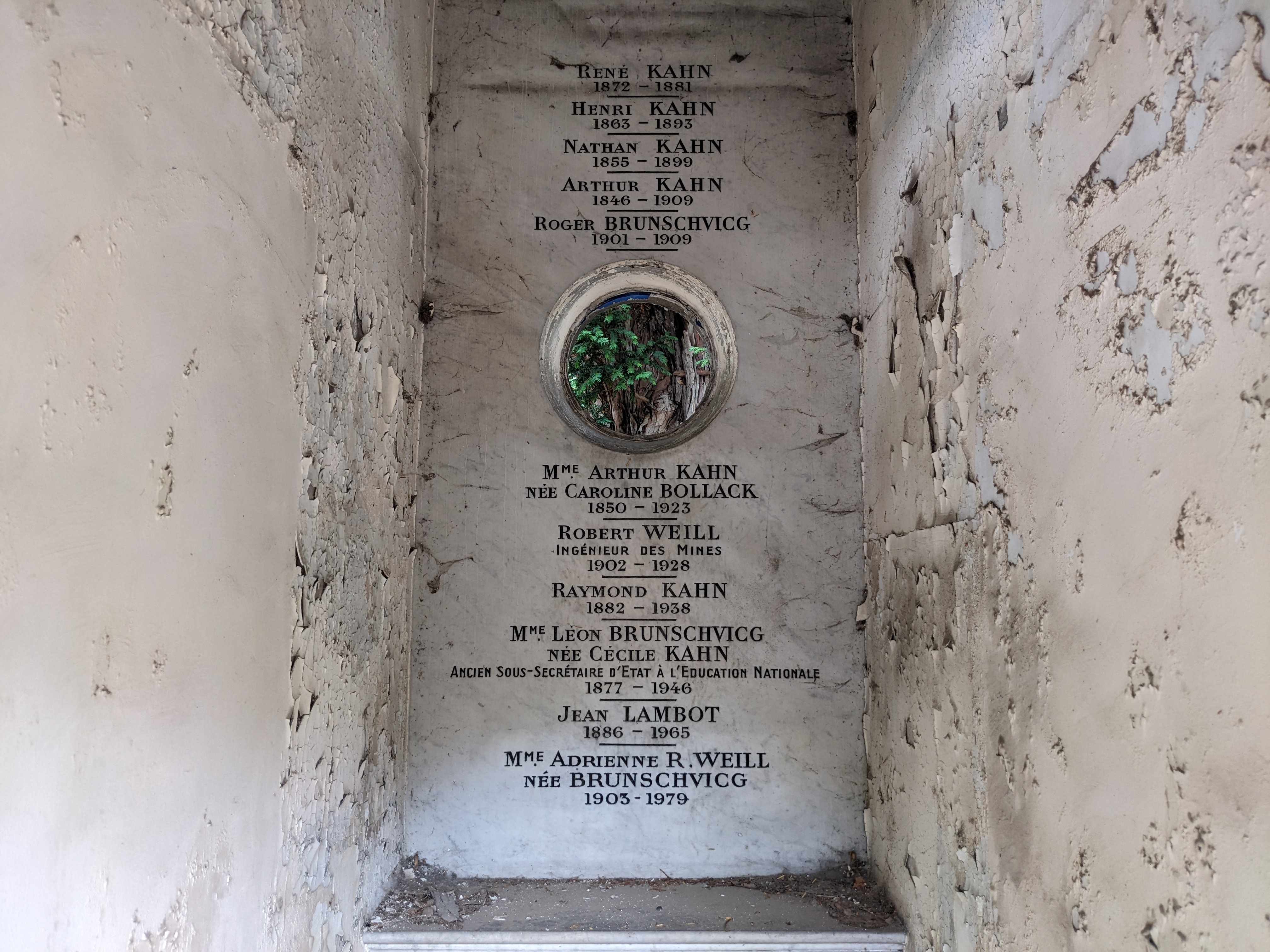
Inschrift im Grab

Während des Zweiten Weltkriegs war sie aufgrund ihrer jüdischen Herkunft und ihrer Beteiligung an der Volksfrontregierung gezwungen, sich in Südfrankreich zu verstecken. Sie änderte ihren Namen und konnte nicht an der Seite ihres Ehemannes sein, der im Januar 1944 in Aix-les-Bains starb. Sie arbeitete als Lehrerin an einem Mädcheninternat in Valence. Nach dem Krieg baute sie die UFSF wieder auf. Sie wurde Ehrenvorsitzende des Nationalen Rates der radikalen sozialistischen Frauen.
Cécile Brunschvicg starb am 5. Oktober 1946 in Neuilly-sur-Seine. Sie wurde auf dem Friedhof von Montmartre (3. Abteilung) beigesetzt. Ihr Archiv wurde im Jahr 2000 im Centre des archives du féminisme an der Universität Angers hinterlegt.
In Frankreich sind in verschiedenen Städten Straßen nach Cécile Brunschvicg benannt, beispielsweise in Rennes und Toulouse und Plätze wie in Paris. Sie wurde als Offizier der Ehrenlegion ausgezeichnet.